# EA-6徘徊者式電子作戰機

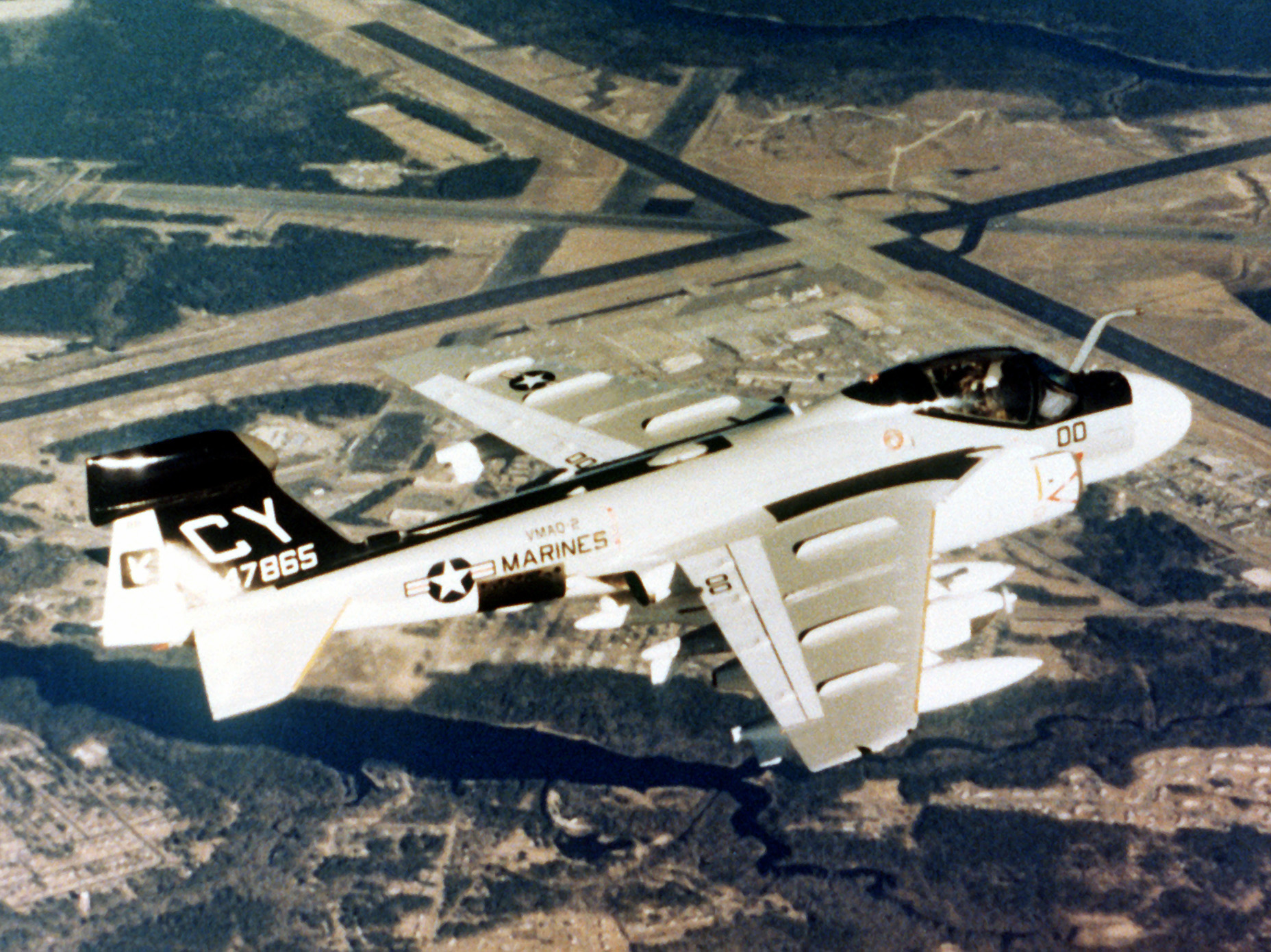
雙座早期型EA-6A

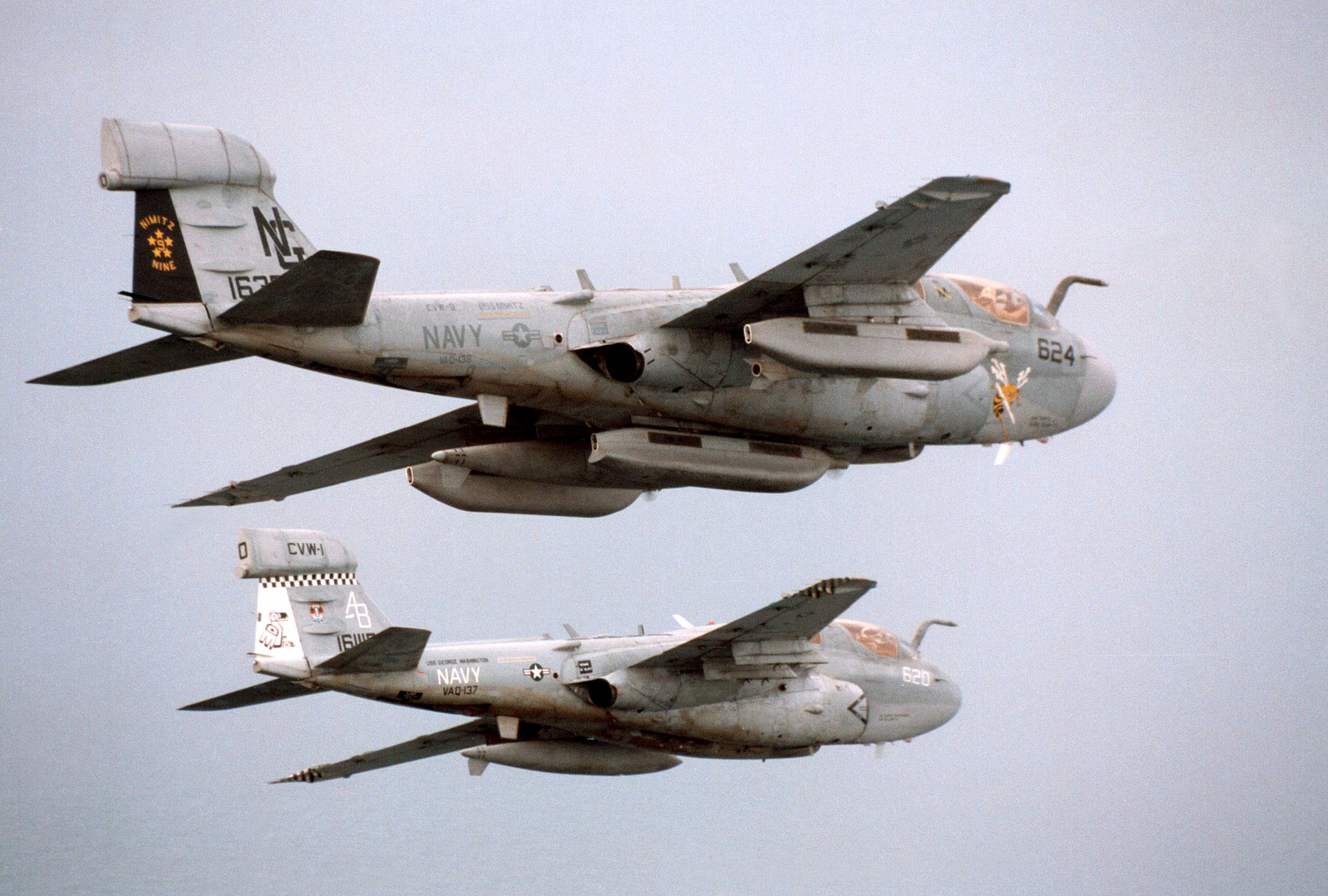
VAQ-137 中隊的EA-6B

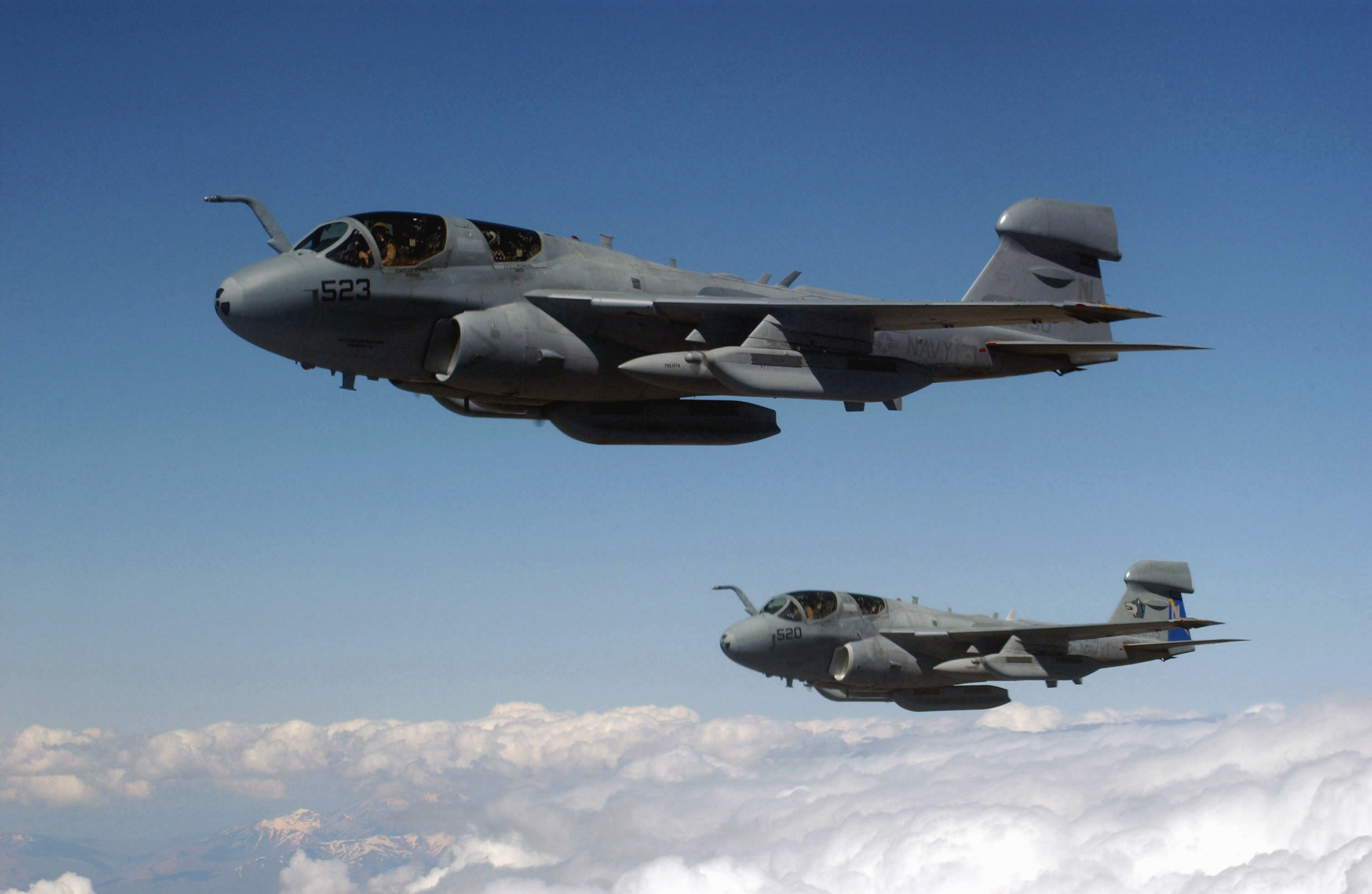
EA-6B

EA-6徘徊者（Prowler）式是一種雙引擎、中單翼的艦載機，專門擔任電子作戰任務，機體沿用A-6闖入者式攻擊機的基本設計，由格魯曼公司（現為诺斯洛普·格鲁门公司）製造。自1971年起，EA-6一直是美國海軍航空隊主要的專用電子作戰機，美國海軍的徘徊者由EA-18G咆哮者電子作戰機取代，機隊在2015年退役，美國海軍陸戰隊的徘徊者機隊在2019年退役。

## 发展

### EA-6A
EA-6A是美国海军陆战队為了要取代已經老舊的EF-10B（F-3D戰鬥機的改良型F3D-2Q）電子作戰機所提出的需求。前6架改裝的機體是从双座的A-6A攻擊機改良而成的，初期編號為A2F-1Q，計畫於1960年年底展開，第一架於1963年4月試飛，同時將編號改為EA-6A。
EA-6A與A-6A在外觀上最大的差異是前者加裝在垂直安定面頂部的莢艙，這個莢艙的空間用來容納ALQ-86接收機／偵測系統所使用的30個天線，此外，兩邊機翼翼端的空氣煞車面也被取消。除了莢艙當中的ALQ-86以外，其他的電子作戰設備也是以莢艙的型態掛載於兩邊機翼的掛架上。這些設備包括：
- ALQ-76干擾系統
- ALQ-55通訊干擾系統
- ALQ-41干擾絲散佈器
- ALQ-31干擾系統
- ALQ-51干擾系統
- AN/ALQ-99干擾系統

原先A-6A機身內部支援對地攻擊的航電系統大部分都被拆除，不過有限度的全天候轟炸能力仍被保留。改良計畫也包含攜帶與發射AGM-45百舌鳥反輻射飛彈的能力，但是越戰期間陸戰隊的飛行員很少使用人工或者是自動發射百舌鳥飛彈的功能。
EA-6A一共有6架來自改裝的機體，15架為新生產，全部於1969年11月遞交給陸戰隊執行任務。1985年時原本打算以ALQ-126B取代ALQ-41，加裝新的雷達預警接收器以及和飛行有關的新系統，但是EA-6A的作戰效果與能力相較於EA-6B，提升的價值相當低，因此將經費轉移到新機種的採購上。

### EA-6B

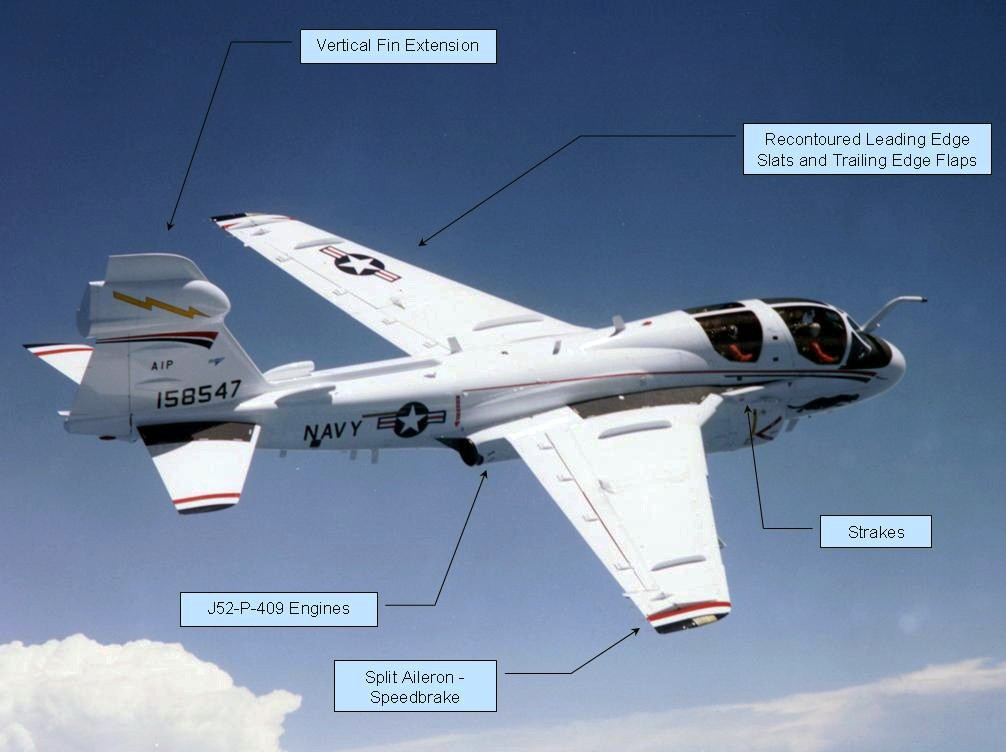
EA-6B AIP展示機

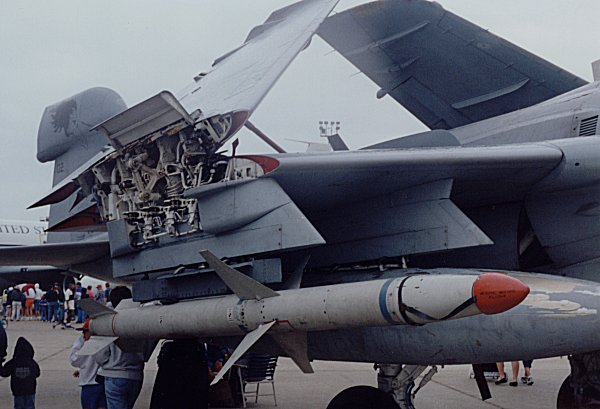
掛載反輻射飛彈

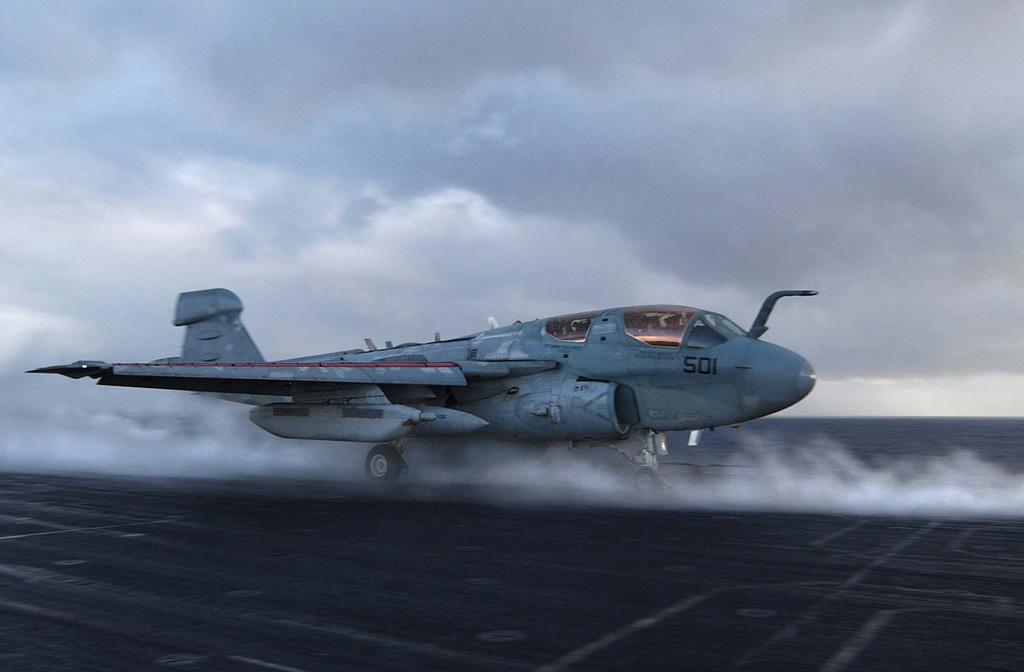
EA-6B於航母

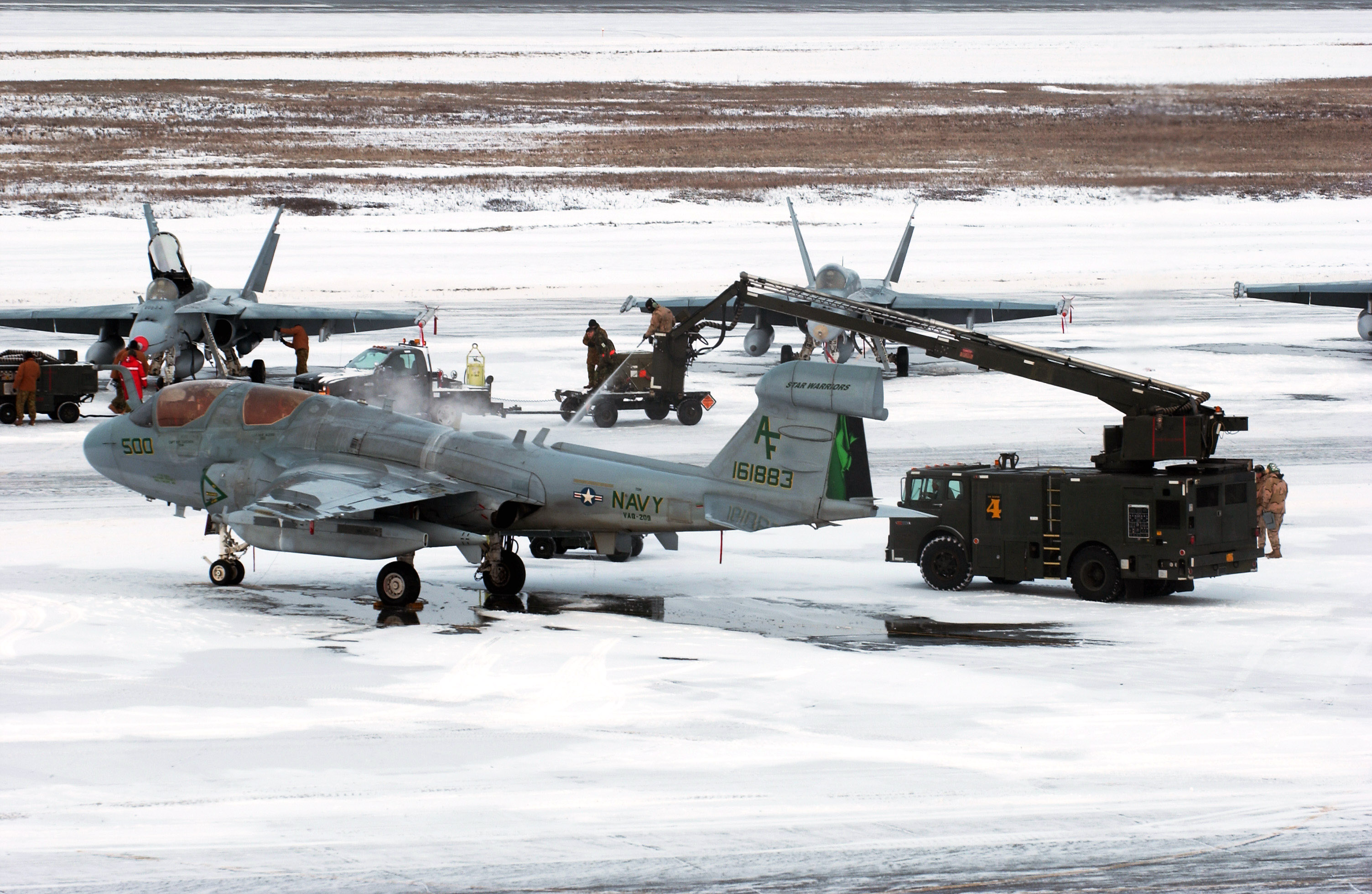
VAQ-209 中隊的EA-6B

EA-6B大幅改進原先的設計，加長機身與放置電子設備的空間，機上的成員由兩名增加為四名，其中前座只有一名飛行員，另外一位與機艙後方兩位都是電子作戰官。EA-6B有两个引擎，机翼位于机身中部。它是在A-6入侵者式攻擊機的基础上改进造成的。它的设计目的是为了让它能够从航空母舰上起飞。它完全是为电子战而装备起来的，可以远距离、全天候进行高级的电子干扰活动。向前它有一个设备箱，在它的垂直尾翼上还有一个装有附加航空设备的腔。
EA-6B比其前身高级得多，而且其设计是全新的。它首次于1968年5月25日试飞，1971年投入使用。

## 先進功能改良計畫
先進功能（Advanced Capability, ADVCAP）改良計畫主要是針對 EA-6B 的飛行品質、航電系統和電子作戰系統進行改良，原計畫對 102 架功能增強Ⅱ型機進行修改，後來因 1995 會計年度預算刪除而停止。
ADVCAP 計畫於 1983 年展開，全計畫分為三個階段：全尺寸發展（Full-Scale Development, FSD）、載具強化計畫（Vehicle Enhancement Program, VEP）和航電提升計畫（Avionics Improvement Program, AIP）。
FSD 階段主要用於評估 AN/ALQ-149 電子作戰系統（Electronic Warfare System），並利用現有的 EA-6B 進行改裝，以容納新系統。
VEP 階段則是修正 EA-6B 原使用的飛控系統，以提升飛行的操縱性，避免產生常見的縱向抖動。這些修改是以序號 158542 號機為展示機。其他的修改包括：
- 縫翼和襟翼的形狀略作修改，以改善操縱穩定性。
- 前緣襟翼、邊條的操縱面和翼尖減速板與數位飛控系統連結。
- 於外部機翼增加 2 個翼下掛架點（只能掛載干擾莢艙）。
- 改用 J52-P-409 渦輪噴射發動機（推力增加 2,000 磅（8.9 kN））。
- 改用新型數位式標準自動飛控系統（Standard Automatic Flight Control System, SAFCS）。

這些修改使得飛機的淨重大約增加 2,000 磅（900 公斤），同時也使得飛機的重心較基本型 EA-6B 有所改變。當飛機在高攻角狀態下操縱時，燃料的移動將導致飛機出現明顯的縱向負穩定。新構型的飛行測試顯示，這將會大幅改善飛行操控的品質。
在AIP階段，序號158547的飛機將作為ADVCAP構型的最終展示機，含括之前FSD與VEP階段的修改，以及完整的新航電套件。這套件包括為所有的機組員設置多功能顯示器，為飛行員設置抬頭顯示器（Head-Up Display, HUD），以及全球衛星定位系統（Global Positioning System, GPS）／慣性導航系統（INS）等裝備。聯合測試由合約商與美國海軍派出的試飛員一起成功的完成。

## 事故
1998年一架美军EA-6B在意大利一滑雪度假勝地低空飞行時，意外割断了一条缆车的缆索，造成20人死亡。
2013年据俄新社3月12日消息，美国海军基地NASWI一架EA-6B Prowler型舰载机于当地时间11日8点45分在华盛顿州坠毁，3名机组人员死亡。

## 規格（EA-6B ICAP Ⅲ）
資料來自 US Navy Fact File-EA-6B（页面存档备份，存于）

### 机体数据
- 機組員：4 名（1 名飛行員，3 名電子反制官）
- 全長：59 呎 10 吋（17.7 公尺）
- 翼展：53 呎（15.9 公尺）
- 全高：16 呎 8 吋（4.9 公尺）
- 翼面積：528.9 平方呎（49.1 平方公尺）
- 空重：34,000 磅（15,450 公斤）
- 最大起飛重量：61,500 磅（27,500 公斤）
- 引擎：2 具普惠（Pratt & Whitney）公司 J52-P408A 無後燃器渦輪噴射發動機，每具出力 10,400 磅（46 kN）

### 飛行数据
- 極速：575 哩／時（920 公里／時）
- 航程：2,022 哩（3,254 公里，无副油箱）；2,400 哩（3,861 公里，有副油箱）
- 飛行升限：37,600 呎（11,500 公尺）
- 爬升率：12,900 呎／分（65 公尺／秒）
- 翼負荷：116 磅／平方呎（560 公斤／平方公尺）
- 推力重力比：0.34

### 装备
- 最多4枚 AGM-88高速反輻射飛彈（High-speed Anti-Radiation Missile, HARM）
- 最多5具 AN/ALQ-99 戰術干擾系統莢艙（Tactical Jamming System, TJS）（英语：AN/ALQ-99）
- 最多5具 300 加侖副油箱

## 外部連結
- US Navy Fact file - EA-6B（页面存档备份，存于）
- 諾斯洛普·格魯曼（页面存档备份，存于）